# Fiorella Faltoyano
María Blanca Fiorella Renzi Gil, conocida como Fiorella Faltoyano (Málaga, 19 de octubre de 1949), es una actriz española.

## Trayectoria
Cursó estudios dramáticos, y en 1967 debutó en la compañía teatral de Nati Mistral. Casi al mismo tiempo apareció en la película Club de solteros, de Pedro Mario Herrero y alcanzó popularidad como actriz en los programas de televisión Hora once, Teatro de siempre, Estudio 1 o Novela y como presentadora del espectáculo ¡Señoras y señores!, en la versión realizada por José María Quero en 1974-75.
En 1977 logró su mayor éxito cinematográfico como protagonista de Asignatura pendiente, de José Luis Garci, con quien repitió en Solos en la madrugada (1978) —de nuevo junto a José Sacristán— y en Canción de cuna (1994). Rodó otras películas, entre ellas La colmena (1982) y Después del sueño (1992), de Mario Camus; ¡Biba la banda! (Ricardo Palacios, 1987); La sombra del ciprés es alargada (Luis Alcoriza, 1990) y La sal de la vida (Eugenio Martín, 1996).
Paralelamente potenció su carrera televisiva, participando en La máscara negra (1982), Tango (1991), La Regenta (1995), Hermanos de leche (1994-95), Cuéntame cómo pasó (2003-04), Obsesión (2005), Hospital Central (2006), Alfonso, el príncipe maldito (2010),  Amar en tiempos revueltos (2011), Los misterios de Laura (TVE, 2014) Carlos V emperador (TVE, 2015), El Ministerio del Tiempo (TVE, 2020), La cocinera de Castamar (Antena 3, 2021) y  La Sentimos las molestias (Movistar+, 2022-23)
Para el teatro protagonizó Ellas, la extraña pareja (2001-02), La calumnia (2004-07), Agnes de Dios (2007-09) y Galdosiana (2009-10), obras en las que compartía cartel y labores de producción con la actriz Cristina Higueras a través de su compañía Nueva Comedia.
Es miembro fundadora de la Academia de Cine, de la que fue su primera tesorera.
En octubre de 2024, se anunció que rodará para Telecinco, La agencia, adaptación española de la serie francesa Call my Agent, junto a Javier Gutiérrez, Manuela Velasco y Marta Hazas.

## Vida personal
De origen gallego, hija natural de Ramón Pardo Arias (1909-1998), que sería alcalde de Pantón (Lugo), y de María Asunción Gil Paradela (1921-2007), natural de Madrid, que pasaba temporadas estivales cerca de Pantón con su familia.
Tiene dos hermanos de madre, Mauricio y Constantino, hijos del matrimonio de su madre con el empresario rumano Constantino Faltoyano.

### Matrimonio y descendencia
Tiene un hijo, Daniel, de su matrimonio con el productor José Luis Tafur Carande (1929-2012). Unida después a Fernando Méndez-Leite.
Tiene dos nietas, Natalia y Alejandra.

### Curiosidad
En el capítulo de Historias para no dormir La espera  (6 de mayo de 1966), sale en los créditos como  "Fiorella Falcoyano".

## Libros publicados
- Aprobé en septiembre. Editorial: La Esfera de los Libros. Año: 2014.[16] ISBN 9788490600160
- El ojo de la cerradura. Historias inquietantes. (Grupo Sar Alejandría, 2024). ISBN 978-84-124412-7-7.[17]

## Premios y reconocimientos
En enero de 2024, La Semana de Cine Español de Carabanchel, Madrid, homenajeó a la actriz por sus 50 años de trayectoria.

## Filmografía
- Luminaria (2005, cortometraje), de Álvaro Giménez-Sarmiento.
- El Síndrome Martins (1999, cortometraje), de Jaime Magdalena.
- La sal de la vida (1995), de Eugenio Martín.
- Canción de cuna (1994), de José Luis Garci.
- Tocando fondo (1993), de José Luis Cuerda.
- Después del sueño (1992), de Mario Camus.
- La sombra del ciprés es alargada (1990), de Luis Alcoriza.
- Gallego (1987), de Manuel Octavio Gómez.
- ¡Biba la banda! (1987), de Ricardo Palacios.
- A la pálida luz de la luna (1985), de José María González-Sinde.
- Café, coca y puro (1984), de Antonio del Real.
- La colmena (1982), de Mario Camus.
- Cristóbal Colón, de oficio... descubridor (1982), de Mariano Ozores.
- La campanada (1980), de Jaime Camino.
- Solos en la madrugada (1978), de José Luis Garci.
- Asignatura pendiente (1977), de José Luis Garci.
- Colorín colorado (1976), de José Luis García Sánchez.
- Curro Jiménez (1976), (serie) de Antonio Larreta
- Las panteras se comen a los ricos (1969), de Tito Fernández.
- Un día es un día (1968), de Francisco Prósper.
- Club de solteros (1967), de Pedro Mario Herrero.

## Televisión
- Sentimos las molestias (2022)
- La cocinera de Castamar (2021)
- El ministerio del tiempo (2020)
- Carlos, rey emperador (2015)
- Los misterios de Laura
  - Laura y el misterio de la habitación 308 (14 de enero de 2014)
- Amar en tiempos revueltos (2011)
- Alfonso, el príncipe maldito (2010)
- 700 euros, diario secreto de una call girl (2008)
- Marqués Mendigo (2007)
- Les morères (2007)
- Hospital Central (2006) como Reyes, madre de Carlos
- Obsesión (2005)
- Cuéntame como pasó (2003-2004)
- La vida en el aire (1997)
- Hermanos de leche (1994-1995)
- Truhanes
  - Yo perdí todo en veinte días (6 de marzo de 1994)
- La Regenta (1995), de Fernando Méndez-Leite.
- Tango (1991)
- Curro Jiménez
  - Los rehenes (8 de mayo de 1977)
- ¡Señoras y señores! (1974-1975), de José María Quero.
- Ficciones
  - El maleficio (4 de noviembre de 1972)
- Stop
  - Don Ramón y el autostop (16 de octubre de 1972)
- Visto para sentencia
  - La segunda perla (16 de agosto de 1971)
- Sospecha
  - La escalada de la Señora Stitch (6 de julio de 1971)
  - La paga del policía (31 de agosto de 1971)
- La tía de Ambrosio (4 de junio de 1971)
- Teatro de misterio
  - El sello de lacre (14 de septiembre de 1970)
- Teatro de siempre
  - Intriga y amor (9 de febrero de 1970)
  - La tejedora de sueños (30 de marzo de 1970)
  - Los recién casados (11 de mayo de 1970)
  - Por la fuente, Juana (6 de julio de 1970)
  - El misántropo (24 de agosto de 1970)
  - Los cuervos (5 de noviembre de 1970)
  - Madame Fimiani (27 de noviembre de 1972)
- La risa española
  - Tres piernas de mujer (11 de julio de 1969)
- El premio
  - Unos instantes (11 de noviembre de 1968)
- Hora once
  - La prueba de la fidelidad (15 de septiembre de 1968)
  - Cómo se casó Álvar Fáñez (5 de septiembre de 1970)
  - El viudo Lowell (24 de julio de 1971)
  - La falsa amante (11 de noviembre de 1972)
  - Doble error (28 de enero de 1974)
- La pequeña comedia
  - El anuncio (21 de junio de 1968)
- Las doce caras de Juan
  - Virgo (9 de diciembre de 1967)
- Estudio 1
  - Una doncella francesa (3 de agosto de 1966)
  - La vida es sueño (1967)
  - El niño de los Parker (20 de febrero de 1968)
  - Aprobado en inocencia (30 de abril de 1968)
  - Un paraguas bajo la lluvia (11 de febrero de 1969)
  - Catalina de Aragón (22 de julio de 1969)
  - Los recién casados (26 de marzo de 1971)
  - No habrá Guerra de Troya (30 de abril de 1971)
  - La enemiga (24 de septiembre de 1971)
  - Celos del aire (19 de noviembre de 1971)
  - Los milagros del desprecio (14 de julio de 1972)
  - Las flores (30 de marzo de 1973)
  - Las mujeres sabias (1 de marzo de 1974)
  - El aprendiz de amante (4 de agosto de 1975)
  - El alma se serena (8 de septiembre de 1975)
  - Usted puede ser un asesino (29 de febrero de 2000)
- Hermenegildo Pérez, para servirle (1966)
- Historias para no dormir
  - La espera (6 de mayo de 1966)
  - El asfalto (24 de junio de 1966)
  - El trasplante (15 de marzo de 1968)
- Tiempo y hora
  - La casualidad (27 de marzo de 1966)
- Novela
  - La rima (23 de enero de 1966)
  - Contraseña del alba (12 de abril de 1966)
  - El sistema Pelegrín (17 de octubre de 1966)
  - Nosotros, los Rivero (2 de junio de 1969)
  - El diablo en la botella (17 de mayo de 1971)
  - El casamiento (9 de agosto de 1971)
  - El Conde Fernán González (18 de octubre de 1971)
  - Luz y conciencia de Borja (30 de octubre de 1972)
  - Humillados y ofendidos (2 de enero de 1973)
  - La feria de las vanidades (23 de abril de 1973)
  - Los Dombey (30 de agosto de 1976)
  - Pequeño teatro (7 de marzo de 1977)
  - La duquesa de Langeais (25 de diciembre de 1978)

## Premios
Medallas del Círculo de Escritores Cinematográficos
| Año  | Categoría    | Película        | Resultado |
| ---- | ------------ | --------------- | --------- |
| 1994 | Mejor actriz | Canción de cuna | Ganadora  |

- Por sus continuas actuaciones en TVE, fue galardonada con los premios: Popularidad Diario Pueblo y TP.[6]

- Fue nombrada Rabaliana 2012 por la Asociación Milana Bonita.[21]